# Severtzov-Birkenmaus
Die Severtzov-Birkenmaus  (Sicista severtzovi) ist eine wenig bekannte Art der Birkenmäuse.

## Äußere Merkmale
Diese Birkenmausart gehört mit einer Kopf-Rumpf-Länge von 5,4 bis 7 cm und einer Schwanzlänge zwischen 6,8 und 8,0 cm zu den kleineren Arten. Der Grundton des Fells ist graubraun. Die Dorsallinie ist schwarz, zu den Seiten hin gelblich und zieht sich zwischen Nacken und Schwanz hin. Durch isoliertes Vorkommen zu anderen Birkenmausarten und deutlich dunklere Färbung gegenüber der Steppenbirkenmaus (Sicista subtilis) gut zu unterscheiden.

## Verbreitung

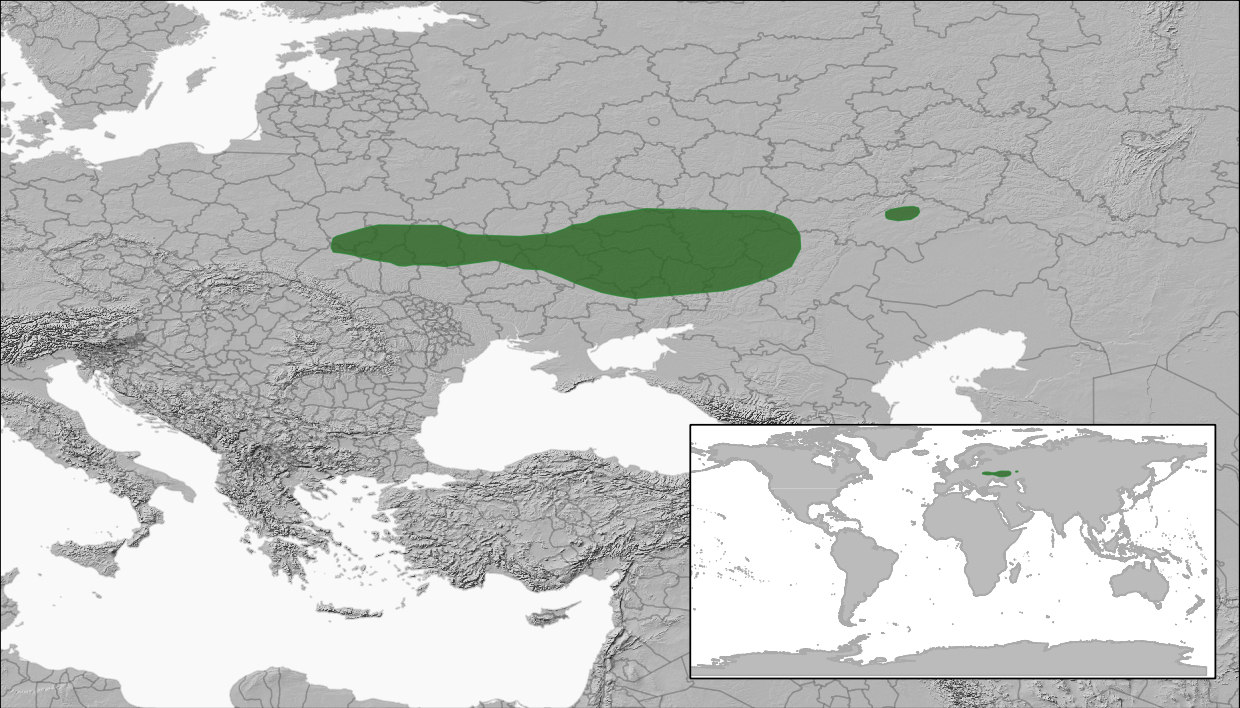
Verbreitung der Severtzov-Birkenmaus

Das Habitat der Severtzov-Birkenmaus bilden Geröllsteppen, Brachland, Weideland und zum Teil auch Kulturland in der Ukraine und in Südrussland. Vom Typusfund dieser Art berichtet Ognev als Erstbeschreiber 1935 aus der Region Kamennaya in Woronesch (Ukraine). Mehrere Unterarten wurden bisher definiert, die sich aber aufgrund von chromosomalen Polymorphismen nicht halten konnten.

## Verhalten
Die Severtzov-Birkenmaus ist nachtaktiv und lebt auf dem Boden. Während des Tages hält sie sich vermutlich in einem Bau auf. Wann diese Art Winterschlaf hält, ist weitestgehend unklar, jedoch wurde sie erstmals im Jahr zwischen April und Mai wieder gesichtet. Die Würfe treten zwischen Juni und Juli auf, wobei zwischen drei und vier Junge geboren werden.

## Nahrung
Severtzov-Birkenmäuse fressen Grassamen, Beeren und Früchte, aber auch Insekten und Larven.